# توب جير

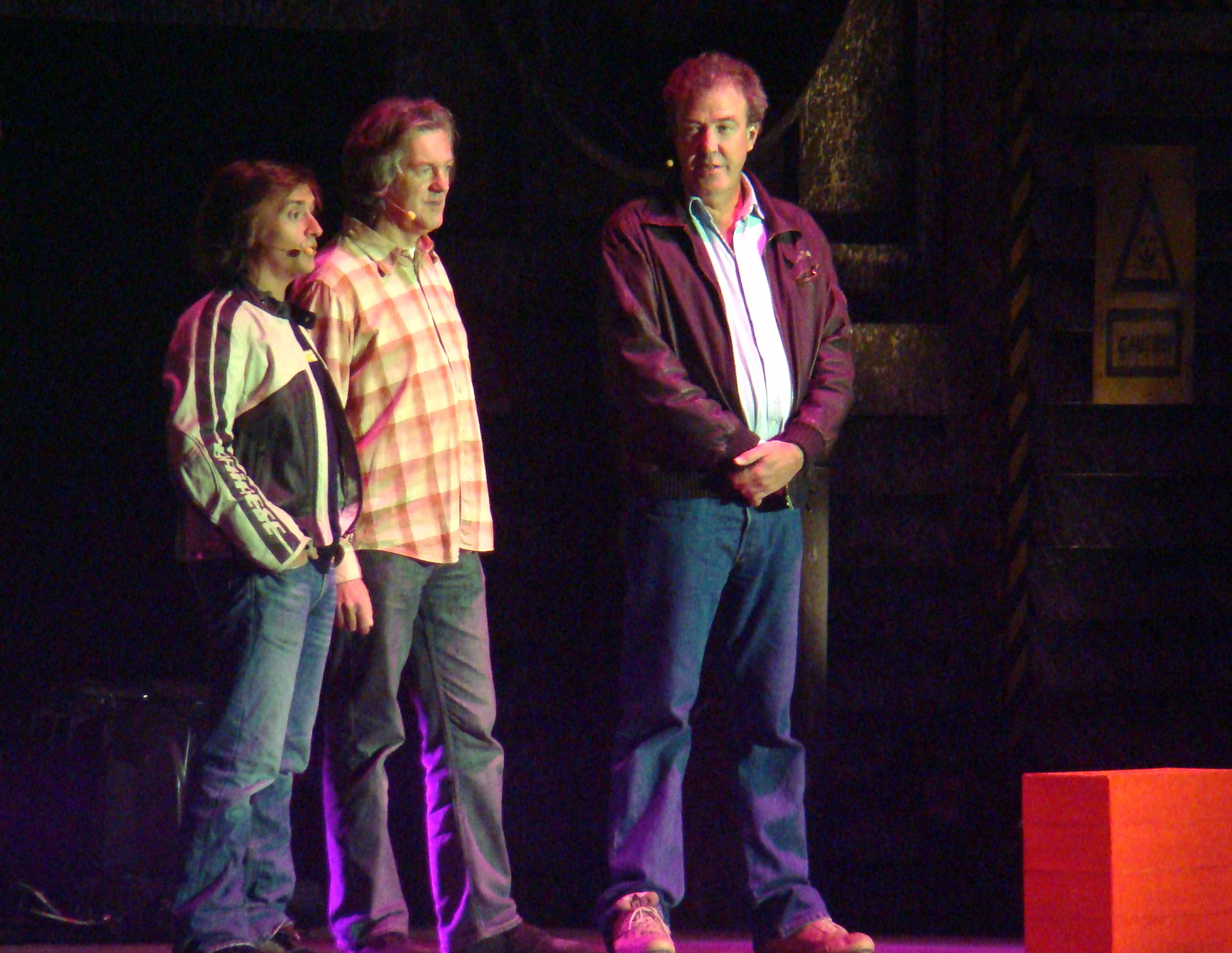
فريق عمل توب غير

توب غير (بالإنجليزية: Top Gear)‏ هو برنامج تلفزيوني بريطاني يهتم بالمركبات، خصوصًا السيارات، وهو برنامج الواقع الأكثر مشاهدة في العالم. وقد بدأ في 1977، بصورة برنامج سيارات تقليدي، وبمرور الوقت، خصوصًا بعد إعادة إطلاقه في 2002، اتخذ طابعًا مميزًا وفكاهيًا ومثيرًا للجدل في بعض الأحيان. كان يقدم البرنامج جيرمي كلاركسون وريتشارد هاموند وجيمس ماي حتى تركهم البرنامج في 2015، وسجل تواجد على الأقل ثلاثة سائقين مختلفين يعرفون ب«ذا ستيغ». يقدر عدد مشاهدي البرنامج بحدود 350 مليون مشاهد لكل أسبوع في 170 دولة.

## طرد جيريمي كلاركسون
وفي الموسم الاخير من توب غير وبشكل غير متوقع تم طرد المقدم الرئيسي للبرنامج جيريمي كلاركسون وذلك بسبب مشكلة شخصية بين الأول واحد المدراء التنفيديين لقناة بي بي سي حيث وجه جيريمي لكمة للمدير التنفيذي بعد اهانة لجيريمي ويعتقد ان المدير شبه جيريمي باحد مقدمي البي بي سي الراحلين المتهم باعتدائات جنسية. وبعد ذلك قام ريتشارد هاموند وجيمس ماي بطرح تعليق ساخر في بداية الحلقة التالية«اهلاً وسهلاً بكم بما تبقى من البرنامج» مرجعين ذلك إلى غياب جيريمي عن الحلقة.
وقد أعلن كلاركسون انه قد تعاقد مع قناة امازون لتقديم برنامج شبيه بتوب غير وذلك بالاشتراك مع مقدمي البرنامج جيمس ماي وريتشرد هاموند.
أذيعت أوائل الحلقات في المملكة المتحدة على قناة بي بي سي 2 وعلى بي بي سي إتش دي منذ الموسم الرابع عشر. يُعرض البرنامج أيضًا على أنظمة كوابل التلفاز في الولايات المتحدة عبر بي بي سي أميركا وفي أمريكا اللاتينية عبر بي بي سي إنترتينمنت وفي أوروربا عبر بي بي سي نولدج. في أغسطس من 2013، تم عرض عشرين موسمًا من البرنامج.
تلقى البرنامج مديحًا على أسلوب المشاهد وطريقة التقديم، ونقدًا على محتواه وفي بعض الأحيان على تعليقات خاطئة سياسيًا يقوم بها مقدمو البرنامج.

## التاريخ
نجح جيرمي كلاركسون الذي ساعد بإيصال البرنامج الأصلي إلى ذروته في التسعينات، والمنتج آندي ويلمان بإقناع البي بي سي بإنتاج نسخة جديدة من توب غير، ليعكسا قرارًا سابقًا بإلغاء البرنامج في 2001. أذيع البرنامج الجديد لأول مرة في 2002، وبدلًا من تصويره في مركز بي بي سي التلفزيوني في لندن، وُضع استوديو توب غير في دنزفولد أيرودروم وهو مطار ومنطقة تجارية في ويفرلي، سري. ويستخدم توب غير حلبة سباق مؤقتة صُممت للبرنامج من قبل لوتس مستخدمين أجزاء من مدارج وممرات دنزفولد، كما تم تحويل حظيرة طائرات كبيرة إلى استوديو لتسجيل المشاهد الداخلية بحضور جماهير واقفة.
تضم النسخة الجديدة عددًا من التغييرات الكبيرة عن النسخة القديمة، حيث مُدد وقت العرض إلى ساعة وأضيف مقدمان جديدان: ريتشارد هاموند وجيسون دو الذي حل مكانه جيمس ماي بعد الموسم الأول، وقُدم سائق اختبارات يدعى ستيغ بشخصية سائق سباقات مجهول يرتدي خوذة على الدوام. كما أضيفت فقرات جديدة مثل «نجم في سيارة معقولة السعر» والأخبار ولفات السرعة وبعض السباقات والمنافسات المميزة والتدمير المعتاد للكرفانات وسيارات موريس مارينا التي لا تظهر في البرنامج دون أن تُدمّر (غالبًا بإسقاط بيانو على سقفها).
في بداية 2006، خططت البي بي سي لنقل مكان التصوير من دنزفولد إلى إنستون، أكسفوردشير لتصوير الموسم الثامن من توب غير، لكن رُفضت هذه الخطوة من قبل مجلس غرب أكسفوردشير بسبب مخاوف من الضجة والتلوث، وتم تصوير الموسم في دنزفولد في مايو على الرغم من عدم وجود رخصة للقيام بذلك، مع تجديد تجهيزات الاستوديو واستعمال سيارة جديدة في فقرة «نجم في سيارة معقولة السعر» وضم أحد كلاب ريتشارد هاموند الذي يدعى «كلب توب غير» (يعرف الآن ب«تيجي») في بعض فقرات ذلك الموسم.
في 20 سبتمبر 2006، تعرض ريتشارد هاموند إلى إصابة بالغة أثناء قيادته سيارة السباق النفاثة فامباير على سرعة وصلت إلى 505 كم/س (314 ميل/س) لأحد فقرات البرنامج، وقامت البي بي سي جراء هذا بتأجيل إذاعة حلقة «أفضل ما في توب غير» وأعلنوا عن تأخير إنتاج البرنامج حتى تعافي ريتشارد، وأجرت كلا البي بي سي وإدارة الصحة والأمان تحقيقًا في وقائع الحادثة. واستؤنف التصوير في 5 أكتوبر 2006. بدأ الموسم التاسع في 28 يناير 2007 واشتمل على مشاهد من حادث هاموند، واجتذبت الحلقة الأولى والأخيرة من الموسم التاسع 8 ملايين مشاهد لكل منها - وهذه الأرقام هي الأعلى لقناة بي بي سي تو خلال العقد.
كان برنامج القطب الخاص هو أول حلقة تُبث بالوضوح العالي، حيث عُرضت في المملكة المتحدة في 25 يوليو 2007، وحوت سباقًا إلى القطب المغناطيسي الشمالي من رزولوت، نونافوت، كندا، حيث سافر جيرمي كلاركسون وجيمس ماي على سيارة تويوتا هايلوكس معدلة لتتناسب مع القطب وريتشارد هاموند على مزلجة. وكان برفقة كل المقدمين الثلاثة مستكشفون ذوو خبرة، ونتيجة لهذا السباق أصبح جيرمي كلاركسون وجيمس ماي أول من يصل إلى موقع القطب المغناطيسي الشمالي المسجل عام 1996 بالسيارة، مستخدمين الملاحة الساتلية. منذ العام 1996، تحرك القطب المغناطيسي الشمالي حوالي 160 كم (100 ميل)، لكن الموقع المسجل عام 1996 هو الوجهة المستخدمة في سباق تحدي القطب واستخدمه فريق توب غير أيضًا وجهةً لهم، أما القطب الشمالي الجغرافي فهو أبعد بحدود 1300 كم (800 ميل) شمالًا.
في 9 سبتمبر 2007، شارك فريق توب غير في سباق «بريتكار» 2007 الذي يمتد لأربع وعشرين ساعة في حلبة سلفرستون، حيث ساق المقدمون بما فيهم ذا ستيغ سيارة الديزل المستعملة بي إم دبليو 330دي بعد تجهيزها للسباق، وحلوا في المركز الثالث من نفس الفئة والمركز 39 بالترتيب العام. وكانت سيارتهم تعمل بديزل حيوي مكرر من محاصيل سبق عرضها أثناء اختبار أحد الجرارات في الموسم السابق.
في العام 2008، أصبح توب غير ذا جماهيرية عالية لدرجة أن قوائم الانتظار للحصول على تذاكر تسجيل الحلقات حملت أكثر من 300 ألف اسم، أو بلغة أخرى، ما يكفي لتسجيل الحلقات لمدة 21 سنة.
وفي 2008 أيضًا، تبنى البرنامج شكلًا مباشرًا تحت اسم توب غير لايف، حيث بدأ جولاته في إيرلز كورت، لندن في 30 أكتوبر 2008، ووصل إلى برمنغهام في نوفمبر، ثم إلى 15 دولة على الأقل، وكان منتجه هو رولاند فرنش، منتج توب غير السابق، وقد وُصفت أحداثه على أنها محاولة ل«جلب برنامج التلفاز إلى الحياة... مع عرض مجازفات تحبس الأنفاس ومؤثرات خاصة مذهلة ولقطات قيادة مثيرة يقوم بها بعض من أدق السائقين في العالم».
في 17 يونيو 2008 في مقابلة على برنامج كريس مويلر على إذاعة بي بي سي راديو 1، أكد ريتشارد هاموند وجيمس ماي أنه سيكون هناك مضيف جديد، الذي كُشف لاحقًا بأنه رجل المجازفات الخاص بتوب غير، كما كشف المنتج التنفيذي للبرنامج آندي ويلمان أنه سيتم تقليل الوقت المخصص للتحديات الكبيرة في حلقات المستقبل.
اجتذب الموسم 14 الذي بُث في أواخر 2009 انتقادات من بعض المشاهدين الذين شعروا بأن البرنامج بدأ يصبح متوقعًا من خلال اعتماده على المجازفات والفكاهة المصطنعة التي تأتي على حساب المحتوى الجدّي.

## فقرات البرنامج

### السباقات
يعرض البرنامج سباقات طويلة أو ملحمية كما يصفها كلاركسون، في هذه السباقات ينطلق كلاركسون أو أحد زملائه بقيادة سيارة في سباق مع أخرى،

### نجم كبير في سيارة صغيرة
يعرض البرنامج هذه الفقرة حيث يتم استضافة نجم عالمي كمغني أو لاعب كرة أو ممثل أو متسابق فورملا وان إلخ...
ويتم تسجيل الوقت الذي قطعه النجم على الحلبة ومن أشهر النجوم الذين تم استضافتهم بالبرنامج هم الممثل العالمي توم كروز ووالمغني ايمينيم ومتسابقا الفورميلا وان سباستيان فيتيل ولويس هاميلتون

## روابط خارجية
- توب جير على موقع IMDb (الإنجليزية)
- توب جير على موقع ميتاكريتيك (الإنجليزية)
- توب جير على موقع روتن توميتوز (الإنجليزية)
- توب جير على موقع نتفليكس (الإنجليزية)
- توب جير على موقع كينوبويسك (الروسية)
- توب جير على موقع قاعدة بيانات الفيلم (الإنجليزية)